# Luciano Maiani
Pour les articles homonymes, voir Maiani (homonymie).
Luciano Maiani (né le 16 juillet 1941 à Rome) est un physicien saint-marinais.

## Biographie
Luciano Maiani a été directeur-général du CERN de 1999 à 2003 et directeur du Conseil national de la recherche italien entre 2008 et 2011.
Le 23 octobre 2012, Luciano Maiani démissionne de son poste de président de la Commission italienne Grands risques, jugeant que les conditions n'étaient plus réunies pour travailler avec sérénité après la condamnation à six ans de prison ferme pour homicide par imprudence par le tribunal de L'Aquila de sept sismologues membres de la Commission gouvernementale italienne Grands risques..

### Apports scientifiques
En 1987, il reçoit le prestigieux prix JJ Sakurai.
Luciano Maiani est connu en particulier pour sa prédiction du quark charmé, avec Sheldon Glashow et Jean Iliopoulos, pour laquelle il reçoit en 2007 le prix Dirac.